# (10426) Charlierouse
(10426) Charlierouse – planetoida z grupy pasa głównego asteroid okrążająca Słońce w ciągu 4 lat i 99 dni w średniej odległości 2,63 j.a. Została odkryta 16 stycznia 1999 roku w Obserwatorium Kitt Peak w programie Spacewatch. Nazwa planetoidy pochodzi od Charlesa (Charlie) Rouse (1924-1988), amerykańskiego jazzowego saksofonisty tenorowego. Przed nadaniem nazwy planetoida nosiła oznaczenie tymczasowe (10426) 1999 BB27.